# Layla Martínez
Layla Martínez (Madrid, 1987) es una escritora y columnista española conocida por su novela de terror Carcoma, así como por su ensayo Utopía no es una isla.
En 2024 fue nominada al National Book Award por Carcoma. 

## Biografía
De ascendencia conquense, nació en 1987 en Madrid. Se licenció en Ciencias Políticas en la Universidad Complutense de Madrid y posteriormente realizó un máster en Sexología en la Universidad de Alcalá de Henares.
En 2012 publicó el libro de poemas El libro de la crueldad; en 2015 lanzó Las canciones de los durmientes. En el año 2018 ganó el III premio de la Facultad de poesía José Ángel Valente por su obra Cineraria.
En el 2020 publicó el ensayo Utopía no es una isla, que reflexiona sobre cómo la forma en la que la sociedad imagina el futuro está fuertemente asociada a los productos culturales que esta consume.
En 2021 publicó su novela Carcoma, que trata temas como la violencia de género y de clase dentro de un contexto de terror que usa de trasfondo histórico el período de la guerra civil española, a través de la editorial Amor de Madre. La obra fue nominada a «mejor obra de Ciencia Ficción y Fantasía en español» en los premios Celsius de 2022; y premiada como «obra revelación» en los premios del Festival 42. También ganó el premio Ignotus 2022 a Mejor Novela Corta.
También ha escrito en periódicos como Eldiario.es, Público o El Salto.
Asimismo, ha participado en antologías como Alucinadas, Estío, No son molinos e Infiltradas, escribiendo relatos.
En septiembre de 2024, fue nominada al National Book Award por su obra Carcoma.